# サン＝ドマング

サン＝ドマング

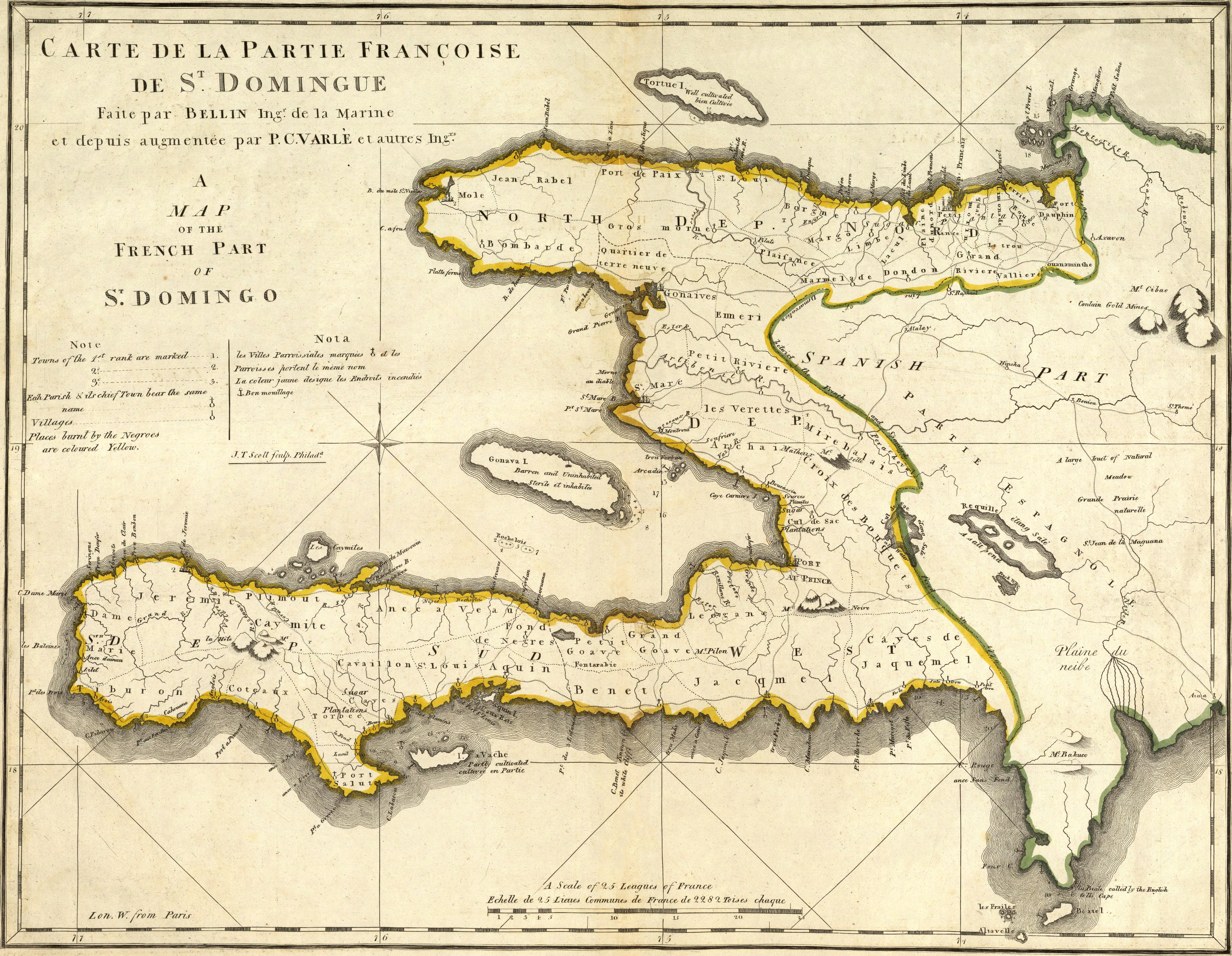
イスパニョーラ島西部のフランス植民地（サン＝ドマング）の地図

Saint-Domingue  (フランス語)

国の標語: 
Mountjoie Saint Denis!（フランス語）
モンジョワ・サンドニ！

La Nation, la Loi, le Roi（フランス語）
国民、法、国王

Liberté, Égalité, Fraternité（フランス語）
自由、平等、友愛国歌: 
Vive Henri IV（フランス語）
アンリ4世万歳

La Marseillese（フランス語）
ラ・マルセイエーズ
サン＝ドマングの位置

サン＝ドマング（フランス語: Saint-Domingue）は、1659年から1804年までの間、カリブ海のイスパニョーラ島の西三分の一を占めていたフランスの植民地である。砂糖とコーヒー貿易で、フランス植民地の中でも最も利益を上げていた。今日のハイチ共和国にあたる。

## 成立
サン＝ドマング（Saint-Domingue）は、スペインがこの島の名前としていたサント・ドミンゴ（Santo Domingo、フランス語に直訳すればサン＝ドミニク Saint-Dominique かサン＝ディマンシュ Saint-Dimanche となるだろう）がフランス語になったものである。スペインはかつてイスパニョーラ島全土を支配しサント・ドミンゴと呼び、先住民や黒人奴隷を酷使して金鉱などを開発していたが、より豊かな金鉱・銀鉱が南アメリカやメキシコに発見された1520年代以降関心が薄れつつあった。海賊の襲撃が相次ぐため、1606年スペイン王フェリペ3世はイスパニョーラ島の植民者に対し、島の東の拠点都市サントドミンゴ周辺に移転するよう命令を出した。島の北や西にはイングランドやフランス、オランダなどの海賊が代わって拠点を置くようになった。
未開であった島の西北部では、フランス人やイングランド人の海賊たちが1625年に沖合の島トルトゥーガ島（トルチュ島）に初の拠点を置き、スペイン船などを襲いながら海賊同士の交易を行い野獣を狩って生活した。スペイン軍はしばしばトルトゥーガ島を掃討したが、海賊たちが獣や新鮮な水を求めて戻ってくることを止められなかった。1659年、フランス王ルイ14世はトルトゥーガ島を公式に植民地とし、新設されたフランス西インド会社が1664年に植民地経営を引き継ぎ、公式にイスパニョーラ島本土の西部の領有を宣言した。1670年には島北部に本土初の入植地カプ＝フランセ（Cap-Français、現在のカパイシャン Cap-Haïtien）を築いた。衰退しつつあったスペインにはそれを追い払う余力はなく、1697年のライスワイク条約で正式に島の西側三分の一がフランス領となった。フランスは新植民地に「サン＝ドマング」と名づけた。その首都は1770年に、カプ＝フランセから島西部のゴナーブ湾に面したポルトープランスに移っている。
東側は引き続きスペインのサントドミンゴ植民地であり、現在では「ドミニカ共和国」として独立している。

## 繁栄と奴隷制
フランス人植民者は肥沃な北部海岸を中心に多くの砂糖やコーヒー、タバコ、藍、カカオのプランテーションを設立し、アフリカから奴隷たちを導入した。奴隷たちは厳しい労働に耐えかね、しばしば山岳部へと逃亡した。逃亡奴隷（マルーン）たちは山地にいた先住民タイノ族の最後の世代と共に住み混血した。最後のタイノ人が死ぬと、ハイチにおける純粋アラワク系先住民は絶滅した。
サン＝ドマングは18世紀のフランス植民地帝国で最も豊かな植民地となった。1750年以後はコーヒーの生産が急上昇して、世界の総生産の半分を産出した。
七年戦争（1756年 - 1763年）の時期、サン＝ドマング経済は穏やかに成長を遂げ、砂糖、のちにはコーヒーを主要作物にしていった。海上貿易を阻害していた七年戦争が終わると経済は爆発的に成長した。1767年の記録ではサン＝ドマングは7,200万ポンドの粗糖と5,100万ポンドの精製糖、100万ポンドの藍、200万ポンドの綿を輸出した。ほとんど放置された状態の島の東側（スペイン領）を尻目に、「アンティル諸島の真珠」サン＝ドマングは、1780年代までに、ヨーロッパで消費される砂糖の40%、コーヒーの60%を産出した。ベルギーほどの大きさしかない植民地サン＝ドマング一ヶ所が、イギリスの西インド諸島の全植民地をあわせたより多い砂糖とコーヒーを産出していた計算となる。

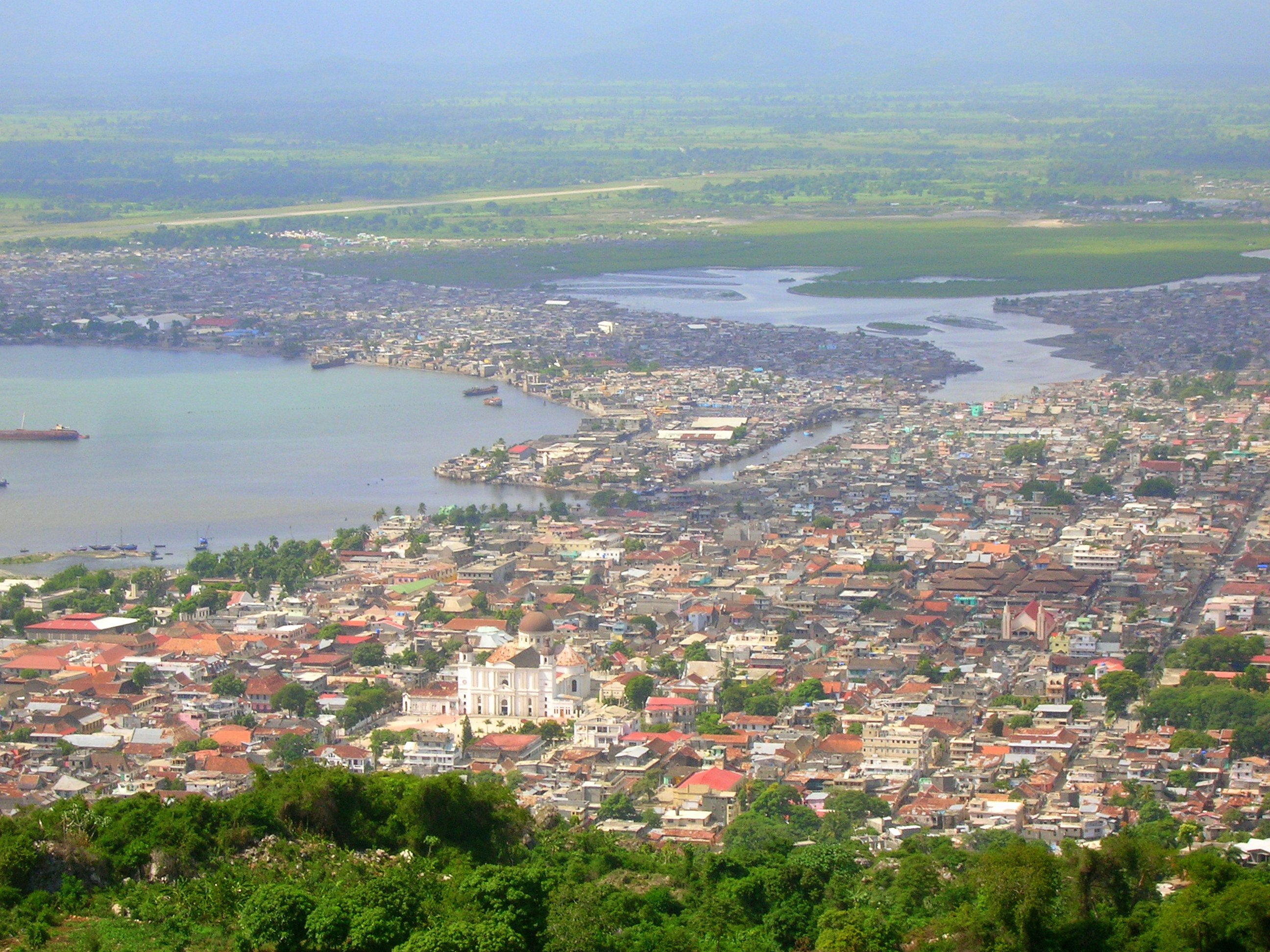
島北部の主要都市カパイシャン、植民地当時のカプ＝フランセ

18世紀半ばには灌漑設備が整えられサトウキビ増産の体制が整った。白人は数十万を数える黒人奴隷に対し3万から4万程度と人口では圧倒されていたが、権力や土地や富のほとんどすべてを握っていた。北部プランテーション地帯を独占する農園主グラン・ブラン（grands blancs）たちや植民地政府の上層部はフランス生まれの白人であった。下級の白人プティ・ブラン（petits blancs）たちは軍人、商人、職人、労働者などで、サン＝ドマング植民地に生まれ育った者や、アカディアからイギリス人に追放されて逃げてきたフランス人も多かった。
この期間、サン＝ドマングは大西洋の奴隷貿易の行き先の大きな割合を占めていた。79万人のアフリカ人奴隷が奴隷貿易を通じてサン＝ドマングに売られ、プランテーションで働いていたと推定される（1783年から1791年の大西洋の奴隷貿易の3分の1をハイチ行きが占めた）。1764年から1771年までは毎年の奴隷輸入の平均は10,000人から15,000人の間、1786年ごろまでには毎年平均28,000人、1787年以降は毎年40,000人以上を輸入していた。しかし、労働の厳しさと高い死亡率からコンスタントにアフリカから奴隷を補給しつづけないと人数を維持できない状態であり、植民地支配の終わりごろ、白人支配層は3万2,000人であった一方、黒人奴隷人口は50万人程度に低迷していた。植民地の時期、サン＝ドマングの黒人は地元生まれの二世代目以降が少数派でアフリカ生まれの者が多数派であり、奴隷労働が過酷であったために死亡する人口が多く、人口の自然増による拡大が起こる状態ではなかった。一方で、アフリカ生まれの人口が多かったことが、サン＝ドマングにブードゥー教や言語などアフリカ文化の伝統を強く残すこととなった。
黒人奴隷たちに対しては、ルイ14世の治世に奴隷に対する秩序維持のため制定された悪名高い「黒人法」（フランス語: Code Noir）が適用された。この法律は黒人奴隷に対する奴隷主の責務を規定しており、奴隷のカトリック改宗の必要性や奴隷主もカトリックであること（オランダ領の植民者に多かったユダヤ人の影響を排除するため）を規定したほか、残虐な制裁も正当化するもので、多くの奴隷が吊るされたり埋められたりマラリア蚊の蔓延する湿地に追い立てられたりして殺された。
逃亡奴隷であるマルーンは山岳部に村を造りしばしば平地の農園を襲った。もっとも有名なマルーンは、ギニアから売られ1751年に逃亡した隻腕の元奴隷フランソワ・マッカンダル（François Mackandal）である。ヴードゥーの僧侶でもあった彼は異なるマルーンの集団をまとめあげ6年間にわたり農園襲撃を繰り返し6,000人以上を殺したといわれる。彼は黒人奴隷たちの不満を吸収し、サン＝ドマングの白人文明が崩壊する熱狂的なビジョンを語りかけた。1758年に彼は捕まりカプ＝フランセの広場で火刑にされたが、これはハイチ革命に先立つ黒人反乱の一つであった。
サン＝ドマングはまた、自由な有色人種（こうした集団は、「gens de couleur」と呼ばれていた）の人口がカリブ一帯で最も多く、最も裕福な生活を送っていた場所であった。黒人法は黒人奴隷を抑圧した一方で、奴隷が金銭を奴隷主に払って自由の身を得ることや、文面上では自由有色人が白人同様フランス国民の地位を得ることも規定していた。1789年の王立国勢調査では自由有色人は2万5,000人を数えた。彼らの多くは、フランス人植民者の男性が黒人奴隷の女性を夫人や愛人とした際の子孫であった。自由な有色人たちは解放奴隷が多かったが、この階層には純粋なアフリカ人は少なく、白人と黒人の混血の子孫（ムラート）が多かった。彼らが土地を買うことは禁止されてはいなかったため、自由有色人は次第にサン＝ドマングのコーヒー農園主の中でも無視できない勢力となっていった。1789年までにコーヒープランテーションの3分の1、黒人奴隷の4分の1は有色人が所有した。北部の肥沃な一帯はすでに富裕白人のものだったため、有色人らは土地が険しく大西洋への航路からも離れていた未開拓の南部に入植した。
1666年から1880年までのサン＝ドマングでの奴隷の個人識別登録は2023年に世界の記憶に登録された。

## フランス革命とハイチ革命
1789年夏、フランス革命の勃発がサン＝ドマング植民地の転機となった。フランス人植民者が革命政府の新法がどのようにサン＝ドマングに適用されるのか論争している間に、1790年、ムラートなどの有色自由人らが自分達もまたフランス人権宣言の下にあるフランス市民であると主張し内戦を始めた。さらに1791年8月22日、北部カプ＝フランセ近くの森で黒人奴隷達が主人達に対する反乱であるハイチ革命を開始した。ブードゥー教の儀式により革命の開始が宣言され、ブードゥーの僧侶であるデュティ・ブークマン（Dutty Boukman）が動員令を発し、数時間のうちに北部のプランテーションは相次いで戦火に飲み込まれた。9月、ブークマンは逮捕され処刑されたが、それまでに反乱は植民地全土に拡大し、多くの白人植民者が殺害された。追い詰められた白人達はムラート勢力と組んで反撃し、互いに多くの死者を出す戦いとなった。
1792年、サン＝ドマングを安定化し、国民公会が認めたばかりの自由有色人種の社会的平等を徹底させ、植民地の支配を維持するため、革命政府の立法議会よりレジェ＝フェリシテ・ソントナ（Léger-Félicité Sonthonax）が使節として送り込まれた。
黒人奴隷の反乱は植民者やムラート、本国軍により抑えられた状態になったが、イスパニョーラ島東部からのスペイン軍の侵入により情勢は変化した。黒人奴隷反乱軍を味方につけたスペイン軍が迫り、白人植民者の中にも反革命をかかげイギリスなどと組んで革命政府軍に敵対する動きが出る中、ソントナは黒人を味方にする必要に迫られた。1793年8月29日、ソントナは北部地域の奴隷達に、きわめて限定されたものではあるが自由を宣言するという思い切った手に出た。9月と10月には植民地全域で奴隷解放が宣言された。1794年2月4日、国民公会はこの行為を認め、全フランス植民地に対し同様の措置を適用した。
黒人奴隷達は即座にはソントナの宣言を信用せず、白人植民者たちは奴隷解放に反発するムラートなど自由有色人とともにイギリスの支援でソントナ率いる革命政府軍と戦い続けた。スペイン側に転じていた黒人奴隷の指導者、トゥーサン・ルーヴェルチュール（フランソワ・ドミニク・トゥーサン）は奴隷解放宣言がフランス本国から届いた後、他の黒人指導者たちから離れ、1794年5月に革命政府軍の味方となった。ソントナは1796年本国の政変で解任されたが、もと奴隷だった者達が武器を取る流れは変わらなかった。イギリスはこの戦乱を契機に、カリブ有数の富を誇ったサン＝ドマングに全面的な侵略を行ったが、トゥーサン・ルーヴェルチュール、ジャン＝ジャック・デサリーヌ、アンリ・クリストフのもと集まった黒人反乱軍は強力であった。イギリス軍は撃退され、1798年にはトゥーサン・ルーヴェルチュールが事実上の支配者の地位についた。しかし彼は植民地の全面独立や奴隷制を利用していた白人植民者への報復措置などは考えてはいなかった。

## ナポレオンの出兵とハイチ独立

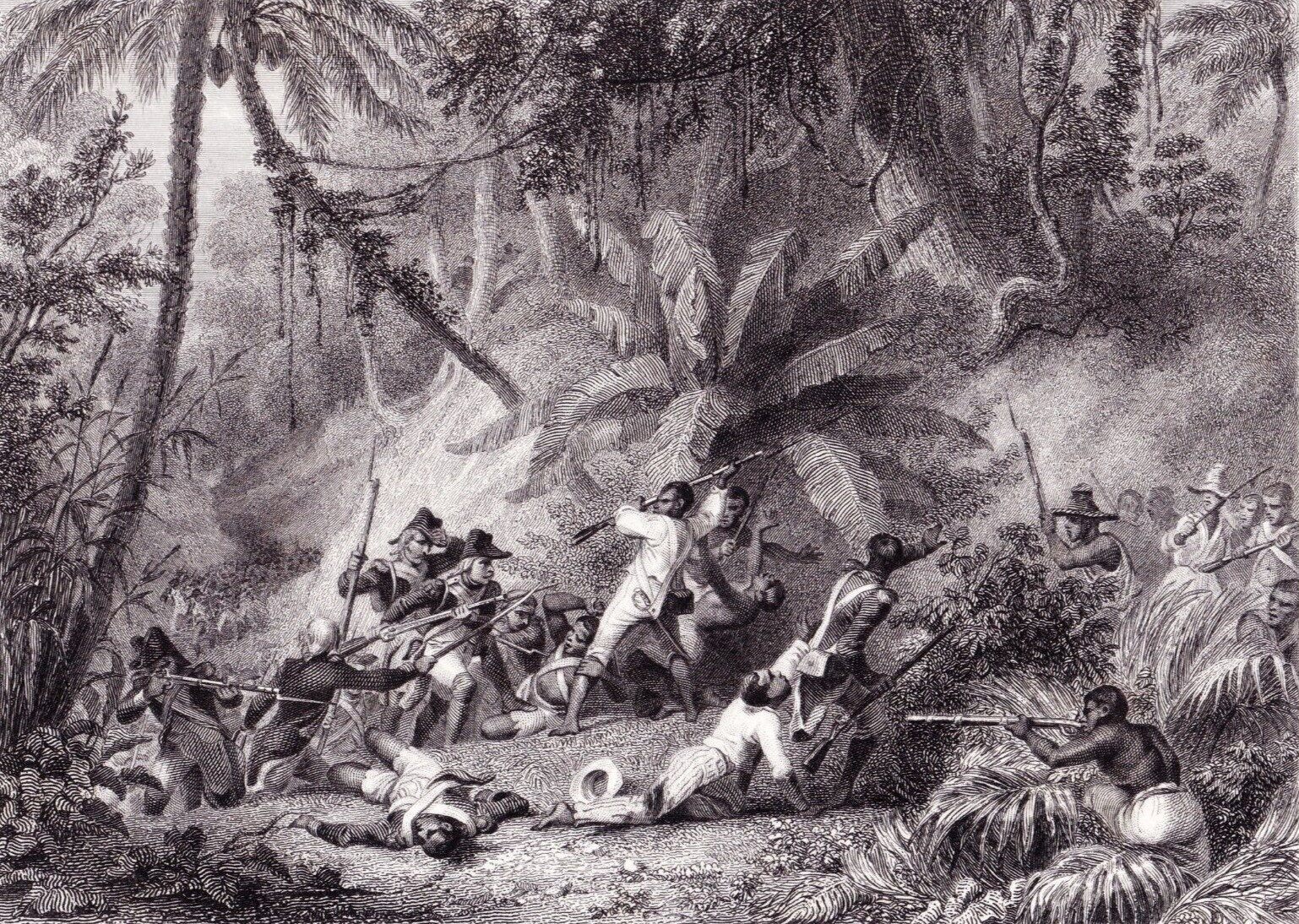
1802年のフランス軍と黒人軍の戦闘（スネーク・ガリーの戦い、Ranive-a-Couleuvre）。ルクレールの部隊による急襲でルーヴェルチュール軍は敗北し、ルーヴェルチュールはナポレオン軍との交渉に向かうことになる

「自由、さもなくば死」と書かれたハイチの旗（1803年）

1802年、フランスを掌握したナポレオン・ボナパルトによりサン＝ドマングにシャルル・ヴィクトール・エマニュエル・ルクレール率いる大軍が送られ、黒人側は敗北した。交渉の席に呼ばれたトゥーサン・ルーヴェルチュールは逮捕されフランスに送られ、ジュラ山脈のジュー要塞に収監され1803年に病死した。黒人の再征服と再奴隷化に夢中になったフランス軍に対し、黒人は反乱を開始し、両者とも血で血を洗う残虐な戦闘を繰り広げた。特に黄熱病でルクレールが病死した後に指揮官となったロシャンボー子爵ドナティエン＝マリー＝ジョセフ・ド・ヴィムール（ロシャンボー伯爵ジャン＝バティスト・ドナティエン・ド・ヴィムールの子）の残酷な戦術はムラートたちを辟易させ、ムラートと黒人との連合が成立した。

### イギリスによる海上封鎖後
戦況は再び黒人側に傾いた。1803年6月からはイギリス海軍がサン＝ドマングを海上封鎖し、フランス軍は補給路を失い苦しむことになった。1803年11月18日、カパイシャン付近でのヴェルティエールの戦いでロシャンボー子爵率いるフランス軍は黒人の指導者ジャン＝ジャック・デサリーヌ率いる黒人反乱軍に大敗を喫し、敗走したロシャンボー子爵はイギリス海軍に降伏してイギリスへと送還された。1804年1月1日、デサリーヌは独立を宣言して、国号を先住民によるイスパニョーラ島の呼び名であったハイチに改め、その皇帝に即位した（ハイチ帝国）。
白人植民者たちは敗北したフランス軍に先立ちサン＝ドマングを去り、多くは北米のルイジアナ植民地へと逃亡した。残った白人に対し、トゥーサン・ルーヴェルチュールと違いデサリーヌは容赦がなかった。奴隷労働への報いとして、黒人軍はフランス人たちを虐殺した。同年1月から4月までの間にデサリーヌの部隊は町から町へと白人を殺して回り、3,000人から5,000人が虐殺された。ナポレオン軍の中にいて黒人軍との戦闘をためらい、中には黒人側につく者もあったポーランド軍団のポーランド軍人達は、悲惨な運命をたどった他の白人たちとは異なり虐殺されず、ハイチへの残留を許された。ポーランドへの帰国を選んだ者のほかはハイチに住み、その末裔は今もハイチに住んでいる。その他ごくわずかのドイツ系植民者やフランス系寡婦、医師・技術者など助命された者たちを除き、白人はハイチから根絶された。

### 独立後の人種対立
こうしてサン＝ドマング植民地は滅び、ハイチは黒人とムラートの国となった。だが両者はその後も事あるごとに対立し続け、比較的裕福で政権に近いムラートに対する多数派の黒人の反発は続いた。国内での混乱は独立後も続き、欧米からの干渉も絶えなかった。フランスは19世紀前半、フランス植民者が失った農園や財産などの賠償金をハイチ政府に請求し、ハイチは軍事的圧力の下これを受け容れることとなった。この賠償金は20世紀前半までハイチ財政を苦しめた。